# 3739 Рем
3739 Рем (енгл. 3739 Rem) је астероид главног астероидног појаса са средњом удаљеношћу од Сунца која износи 2,215 астрономских јединица (АЈ).
Апсолутна магнитуда астероида је 13,4.